# Sker
Sker est une localité du Cameroun située dans le département du Logone-et-Chari et la Région de l'Extrême-Nord, à proximité de la frontière avec le Tchad. Elle fait partie de la commune de Zina.